# 黄洋界

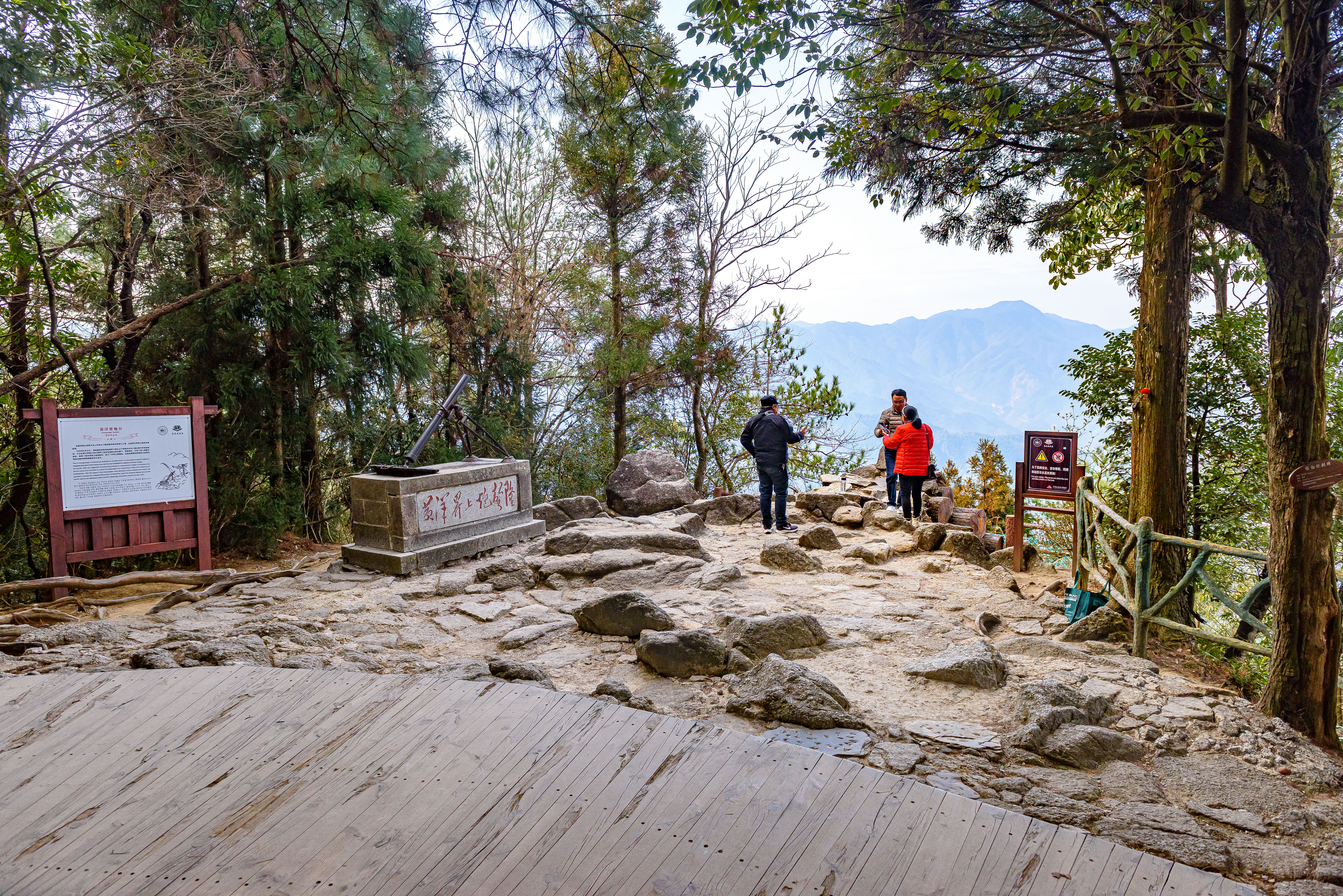
黄洋界炮台

黄洋界位于江西吉安井冈山市井冈山顶，海拔1343米。因时常被云雾包围，好似一片汪洋大海，因此也被称为汪洋界。1928年，著名的黄洋界保卫战就发生于此，至今仍保留有当年的工事和营房。